# Società Sportiva Nervi
La Sportiva Nervi era una squadra di Genova-Nervi che nella sua storia ha militato anche nel campionato italiano di Serie A1 di pallanuoto; I colori sociali erano il Blu e l'Arancio, il simbolo un gabbiano.
Il 24 ottobre 2013 la società della S.Nervi fallisce e viene formata una nuova squadra chiamata Albaro Nervi.
La prima squadra della Società Sportiva Nervi nei suoi 82 anni di storia, pur raggiungendo buoni piazzamenti in classifica, non ha mai conquistato nessun trofeo ufficiale.

## Palmarès

### Trofei nazionali
- Trofeo del Giocatore: 5

1959, 1962, 1971, 1972, 1974

### Trofei giovanili
- Campionato italiano Juniores: 8

1952, 1959, 1963, 1971, 1974, 1977, 1978, 2011
- Campionato italiano Juniores B: 1

1990 (Nord)
- Campionato italiano Allievi: 7

1962, 1971, 1974, 1975, 1982, 1983, 1994
- Campionato italiano Ragazzi: 1

2005

## Onorificenze
- Stella d'argento al merito sportivo
- Stella d'oro al merito sportivo[1]